# Arlod
Arlod est une ancienne commune française du département de l'Ain. En 1971, la commune est absorbée par Bellegarde-sur-Valserine, elle-même absorbée par la commune nouvelle de Valserhône, en 2019.

## Politique et administration

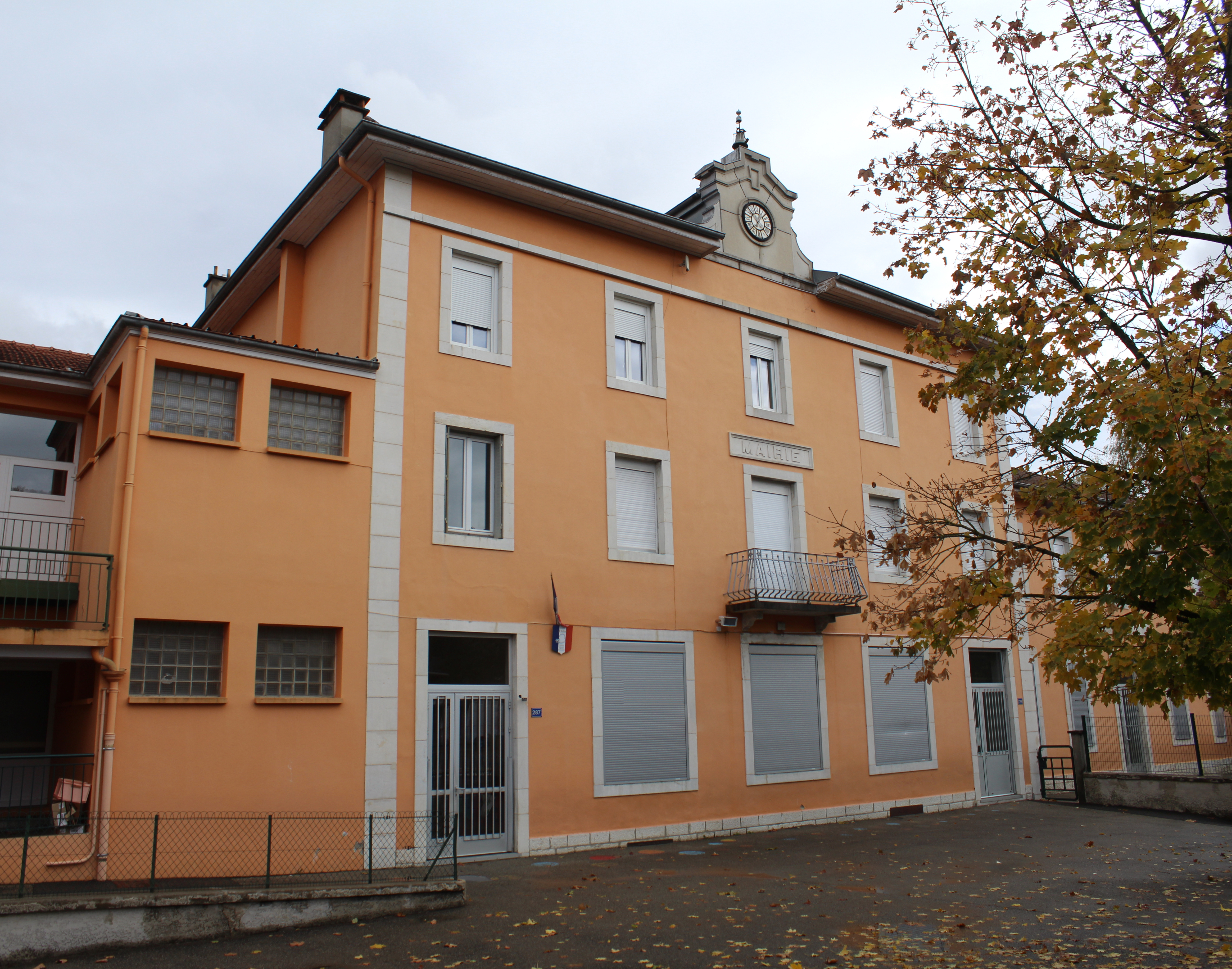
Ancienne mairie et actuelle école.

## Histoire
Paroisse (Arlos, Arloudus, ante Arlo, Arloz) sous le vocable de saint Nicolas. Le prieur de Villes nommait à la cure au nom du prieur de Nantua.
Le droit de collation fut confirmé au monastère de Nantua par sentence arbitrale de Renaud de Forez, archevêque de Lyon, rendue en 1198. Au XIIIe siècle, cette paroisse avait une certaine importance. Au XVIIe siècle elle n'était plus qu'une annexe de celle de Bellegarde.
La dîme s'en partageait alors avec le prieur de Villes, le seigneur du lieu et le commandeur de Compessière, elle-même absorbée par la commune nouvelle de Valserhône, en 2019.
Le 1er janvier 1971, la commune est absorbée par Bellegarde-sur-Valserine.

## Population et société

### Démographie
| 1793 | 1800 | 1806 | 1821 | 1831 | 1836 | 1841 | 1846 | 1851 |
| ---- | ---- | ---- | ---- | ---- | ---- | ---- | ---- | ---- |
| 253  | 122  | 268  | 248  | 302  | 337  | 302  | 304  | 342  |

| 1856 | 1861 | 1866 | 1872 | 1876 | 1881 | 1886 | 1891 | 1896 |
| ---- | ---- | ---- | ---- | ---- | ---- | ---- | ---- | ---- |
| 480  | 339  | 296  | 506  | 333  | 354  | 450  | 494  | 467  |

| 1901 | 1906 | 1911 | 1921 | 1926 | 1931 | 1936 | 1946  | 1954  |
| ---- | ---- | ---- | ---- | ---- | ---- | ---- | ----- | ----- |
| 510  | 559  | 619  | 673  | 755  | 922  | 947  | 1 064 | 1 164 |

| 1962  | 1968  | - | - | - | - | - | - | - |
| ----- | ----- | - | - | - | - | - | - | - |
| 1 420 | 1 584 | - | - | - | - | - | - | - |

## Culture locale et patrimoine

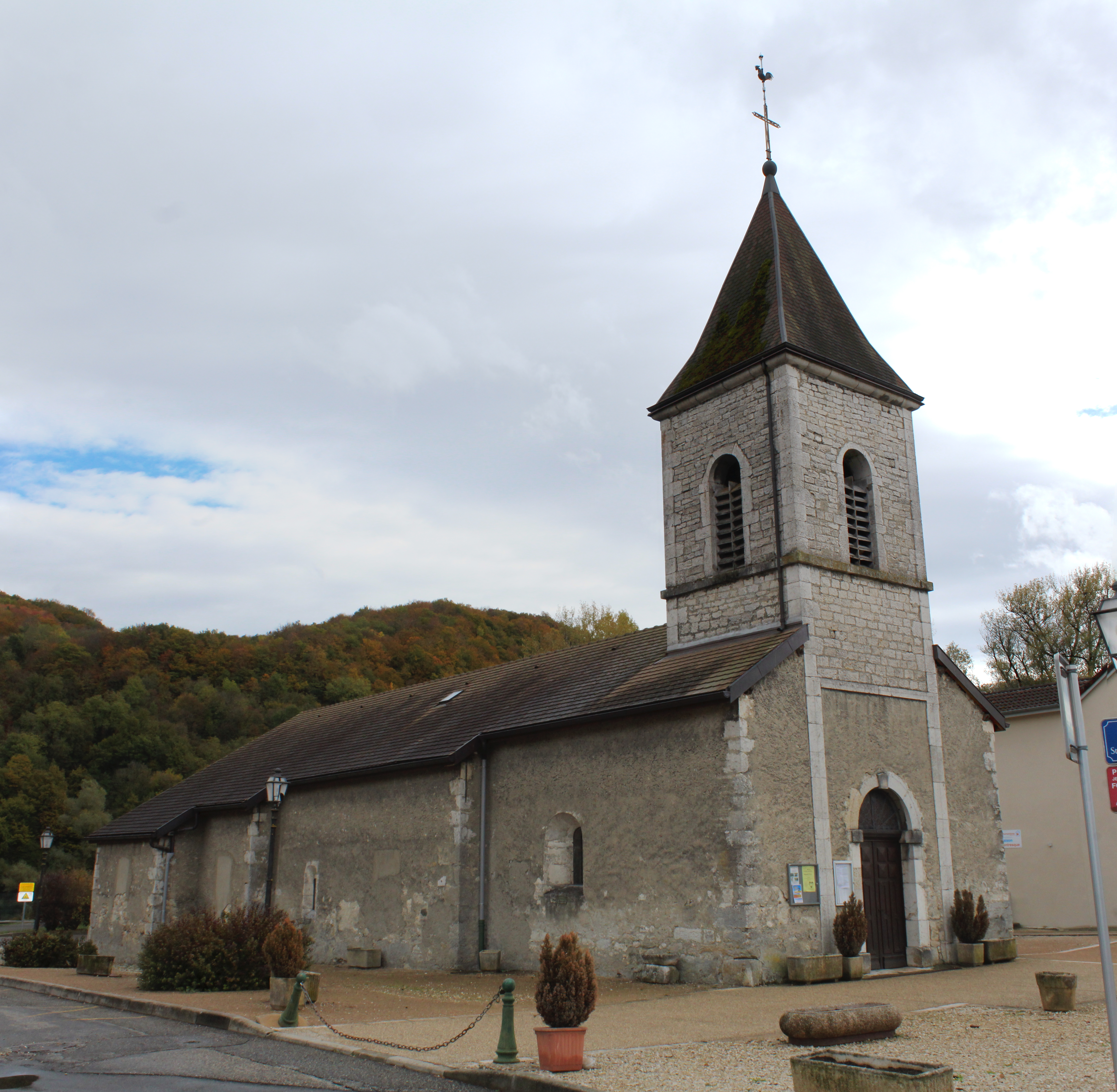
Église Saint-Nicolas.

### Lieux et monuments
- Château d'Arlod
- Château de Mussel
- Église Saint-Nicolas, place de l'Église Saint-Nicolas.
- Chapelle Notre-Dame-d'Accout, chemin de la Chapelle.

## Pour approfondir